# خایمه رومرو
خایمه رومرو گومس (چاوانی: Jaime Romero Gómez؛ زادهٔ ۳۱ ژوئیهٔ ۱۹۹۰) بازیکن فوتبال اهل اسپانیا است که در پست وینگر بازی می‌کند.

## دوران باشگاهی
رومرو که متولد والدگانگا، آلباسته است، اولین بازی حرفه‌ای خود را با آلباسته بالومپیه شهر خود در فصل ۲۰۰۸–۰۹ انجام داد – در سن ۱۸ سالگی – تنها ۶ بازی در سگوندا دیویسیون از ۴۲ بازی را از دست داد، ۲۶ بازی را از ابتدا در ترکیب قرار گرفت و در مجموع تقریباً ۲۴۰۰ دقیقه به عنوان بازیکن تیم جوانان بازی کرد و وضعیت لیگ خود را حفظ کردند. اولین حضور او در این رقابت‌ها در ۳۱ اوت ۲۰۰۸ به عنوان بازیکن تعویضی دقیقه ۷۵ در پیروزی ۲–۱ خانگی مقابل سویا اتلتیکو رخ داد، و او اولین گل خود را در ۱۵ نوامبر به ثمر رساند و در تساوی ۲–۲ مقابل سالامانکا نقش داشت. همچنین در ورزشگاه کارلوس بلمونته.
در تابستان ۲۰۰۹، رومرو با اودینزه ایتالیا قرارداد امضا کرد. او در اولین سال حضور خود در سری آ چهار بازی در لیگ انجام داد و عمدتاً با تیم زیر ۲۰ سال در کامپیوناتو ناتزیوناله پریماورا بازی کرد.
در اواخر ژوئن ۲۰۱۰، اودینزه یک قرارداد قرضی با باری، مشروط به تصمیم رومرو و آندریا کودا، به توافق رساند. پس از حضور در طول پیش فصل، در نهایت به باشگاه پولیا در ۲ اوت نقل مکان کرد.
رومرو پس از حضور در کمتر از یک چهارم مسابقات لیگ و همچنین سقوط به دسته اول، دوباره قرضی منتقل شد و به کشورش بازگشت و به گرانادا پیوست. او اولین بازی خود در لالیگا را در ۲۷ اوت ۲۰۱۱ انجام داد و در باخت خانگی ۰–۱ مقابل رئال بتیس از ابتدا در ترکیب قرار گرفت و در نیمه دوم تعویض شد.
رومرو پس از پایان قرضش با گرانادا، بازیکن اردواسپور، رئال مادرید کاستیا و رئال ساراگوسا بود که همگی در قراردادهایی قرضی بودند. در ۴ ژوئیه ۲۰۱۶، به عنوان بازیکن آزاد قراردادی دو ساله با اوساسونا در سطح بالا امضا کرد.
در ۱ج ژوئن ۲۰۱۷، رومرو پس از سقوط به دسته پایین‌تر، روابط خود را با اوساسونا قطع کرد. با این حال، در ۸ ژوئیه، باشگاه اعلام کرد که ۵۰۰ هزار یورو در انتقال به کوردوبا دریافت کرده‌است.
در ۱۷ ژانویه ۲۰۱۸، رومرو به مدت شش ماه به لوگو قرض داده شد. در ۱۲ ژوئن سال بعد، پس از یک سقوط دیگر، آندلس ترک کرد.
در ۲۳ ژوئن ۲۰۱۹، رومرو قراردادی را با قره‌باغ امضا کرد. او در ۲۸ سپتامبر ۲۰۲۲ به اسپانیا و دسته دوم آن بازگشت و قراردادی یک ساله با کارتاخنا امضا کرد، اما پس از تنها ۶ بازی (همه به عنوان تعویض) در ۲۸ دسامبر باشگاه را ترک کرد.این بازیکن هم اکنون بدون تیم میباشد.